# 近未来
近未来（きんみらい）は、比較的近い未来の時代 (100年以内) を指す語。小説、映画、アニメーション、漫画、ゲームなど、フィクションの分野で空想世界として語られる事が多い。また、ノンフィクションの色彩が濃厚な分野では、近い未来の現実世界を予測する内容として語られる傾向を持っている。

## 概要
冷戦時代（1945年〜1989年）における近未来観の顕著な傾向としては、『マッドマックス』『風の谷のナウシカ』『北斗の拳』『ターミネーター』等に見られるように、「文明社会の崩壊」「世界の終末」として語られる事が多かった。
冷戦後（1990年〜21世紀前半の現在）の傾向としては、インターネットを初めとする通信技術の発達や、グローバリゼーションなかんずくアメリカ的制度の世界的普及などの影響から、ネットワーク社会の発展に基づくものも現れている。このタイプの世界観では、冷戦時代に見られた「文明社会の崩壊」「世界の終末」とは異なり、「高度に情報化され、個々人が情報によって統制されている社会」「大富豪が大手を揮う、弱肉強食で暴力的な世界」「”みんな一緒”の圧力が強い社会」など、一種の「ディストピア」としての世界観も示されている。なお、未来の世界をディストピアとして厭わしく思う傾向は、先行する時期には『ブレードランナー』等でも見られ、より古いタイプの社会像「ユートピア」とともに近未来観の典型であるとも言える。
こうした点からも解るように、近未来観には、造り出している時代の「好悪」や「方向性」が現れている。

## 時代背景が近未来の作品
- 未来世紀ブラジル - 1985年の映画。
- マッドマックス - 1979年の映画。
- 北斗の拳 - 1983年の漫画。
- 新世紀エヴァンゲリオン - 2015年が舞台。1995年のアニメ。
- アンドロイドは電気羊の夢を見るか? - 1968年の小説。1982年の映画『ブレードランナー』の原作。
- ZERO - 1996年の漫画。
- AKIRA - 2019年が舞台。1982年の漫画。
- シャングリ・ラ - 2004年の小説。
- 1984年 - 1949年の小説。
- NO.6 - 2003年の小説。
- サッカーブロール - 1992年発売のSNKのコンピューターサッカーゲーム。
- 機動警察パトレイバー - 1988年の漫画、アニメ、小説などのメディアミックス作品
- 攻殻機動隊 - 士郎正宗による漫画作品。
- 東のエデン - 2009年に放送されたテレビアニメ。神山健治が原作・監督作品。
- 虐殺器官 - 伊藤計劃のデビュー作品である日本の長編SF小説。
- ダンボール戦機 レベルファイブからPlayStation Portable用ソフトとして発売されたプラモクラフトRPG
- PSYCHO-PASS サイコパス - Production I.G制作による日本のアニメ。2012年10月から2013年3月まで1期放送。
- her/世界でひとつの彼女 - スパイク・ジョーンズ監督・脚本による2013年のアメリカの映画。[2]
- インターステラー - クリストファー・ノーラン監督・脚本による2014年のアメリカとイギリスの映画。
- エクス・マキナ - アレックス・ガーランドの監督・脚本による2015年のイギリスの映画。[2]
- ウエストワールド [2]
- ブラック・ミラー [2]
- エージェント・オブ・シールド [2]

## 近未来を予測したテレビ番組
- 『関口宏の新春スペシャル 世界の10年後1999』 - 1989年1月2日放送、TBS系列。